# 釜田站 (釜山地铁)
釜田站（：／ Bujeon yeok */?）是釜山地鐵1號線沿線的一座地下車站，位於韓國釜山廣域市釜山鎮區釜田洞，韓語副站名為「釜山市民公園·宋象賢廣場」（부산시민공원·송상현광장）。本站設有地下連通道與西面站相通。

## 車站結構
站體為2面2線側式月台的地下車站，候車月台設有月台幕門，並有8處出口。
本站無法轉乘對向列車。

### 月台配置
| 西面 ↑ |
| \| 上  |
| ↓ 楊亭 |

| 月台 | 路線               | 目的地                         |
| ---- | ------------------ | ------------------------------ |
| 上行 | ●釜山都市铁道1号线 | 多大浦海水浴場方向             |
| 下行 | ●釜山都市铁道1号线 | 蓮山、東萊、釜山大學、老圃方向 |

## 歷史
- 1985年7月19日：釜田洞站落成啟用。
- 2010年2月24日：改為現在名稱。

## 車站周邊
- 釜山鎮登記所
- 釜山鎮警察署
- 釜山鎮區高齡身心障礙者福祉館
- 大韓紅十字會釜山分會
- 釜山人力銀行
- 釜田市場
- 釜山電子綜合商街
- 國民健康保險公團（朝鲜语：국민건강보험공단）
- 港度中學
- 宋象賢廣場
- 釜山市民公園
- Smart醫院
- 釜田站（韓國鐵道公社）

## 圖片

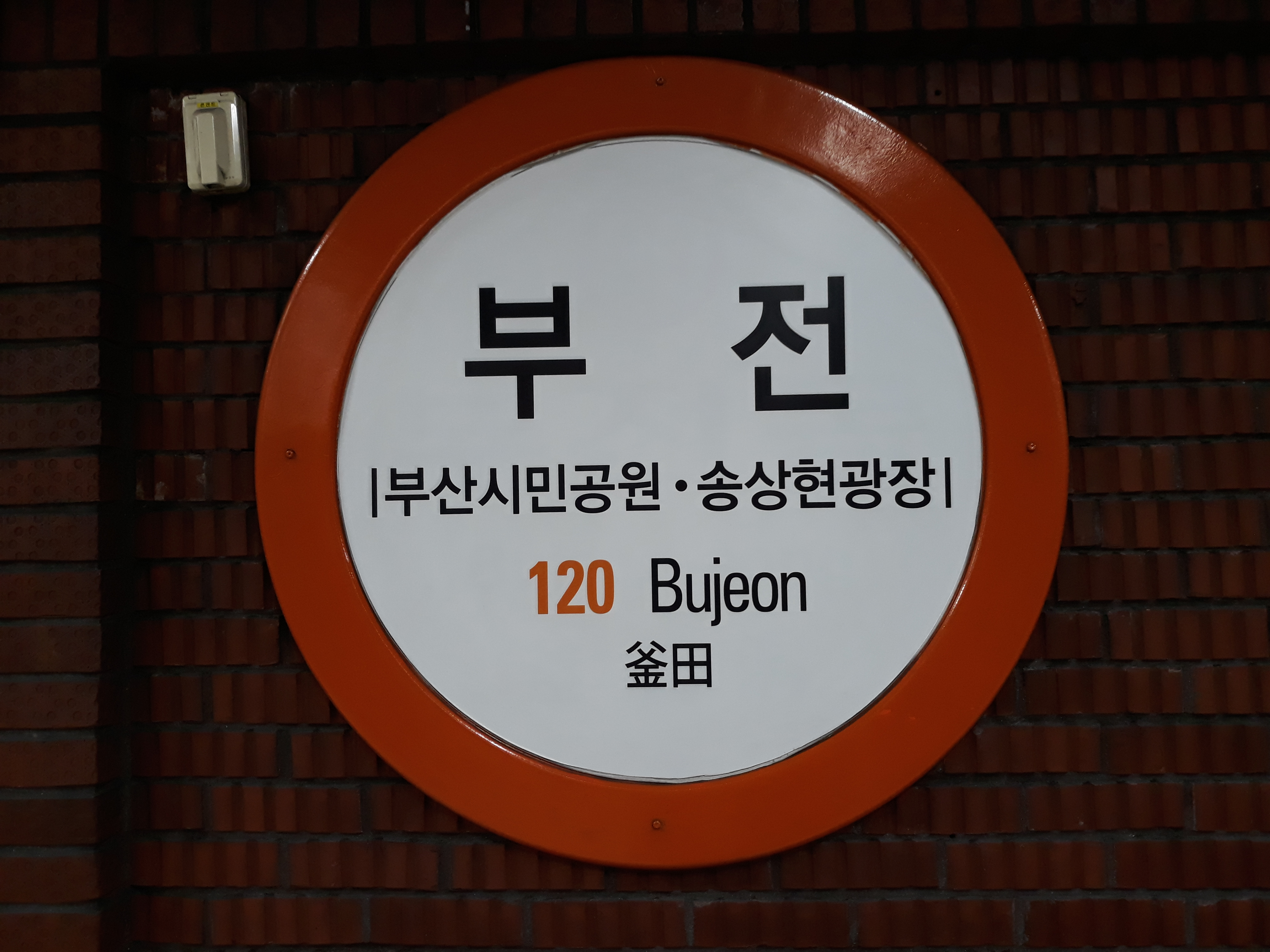
站名牌
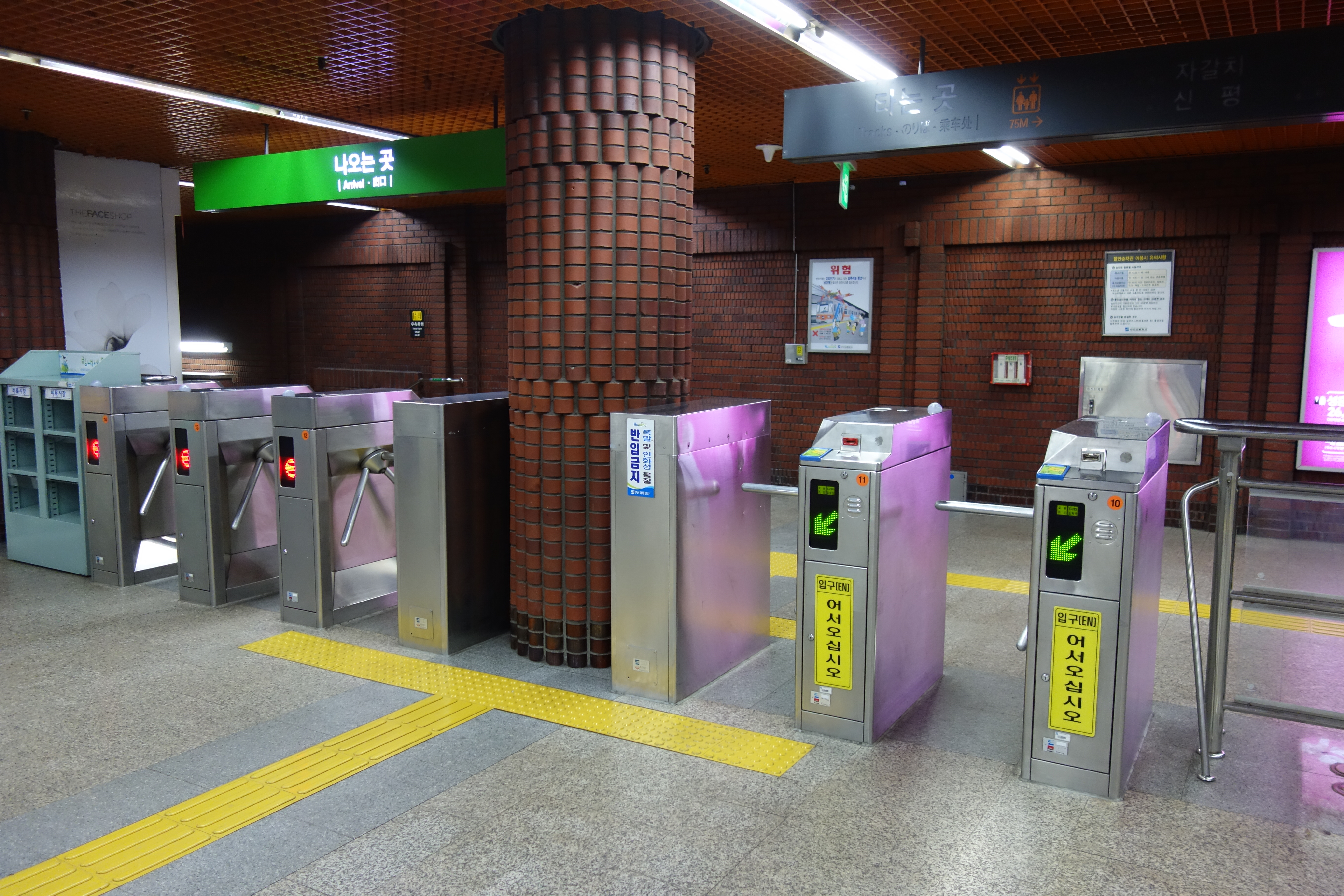
剪票閘口
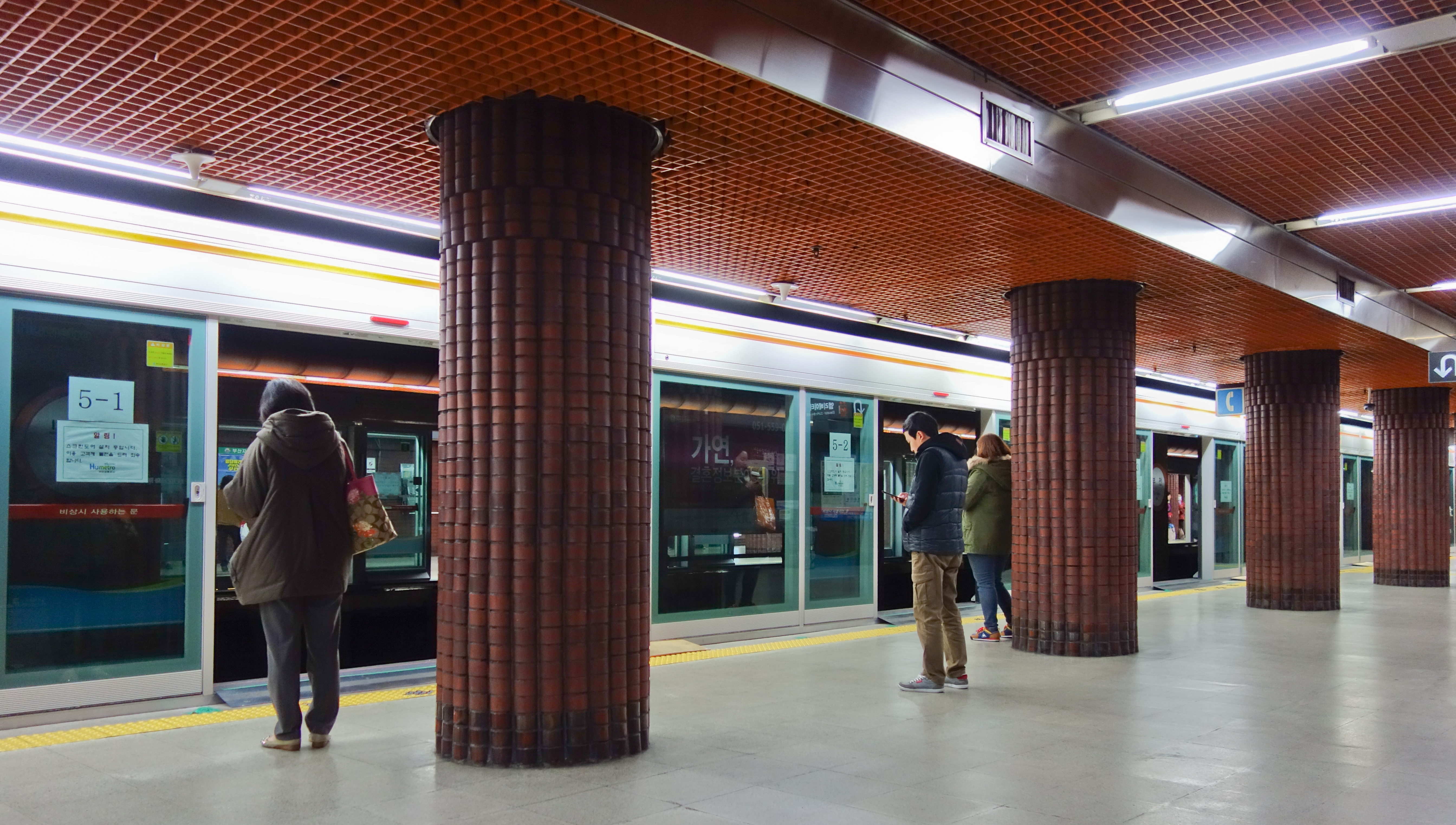
候車月台
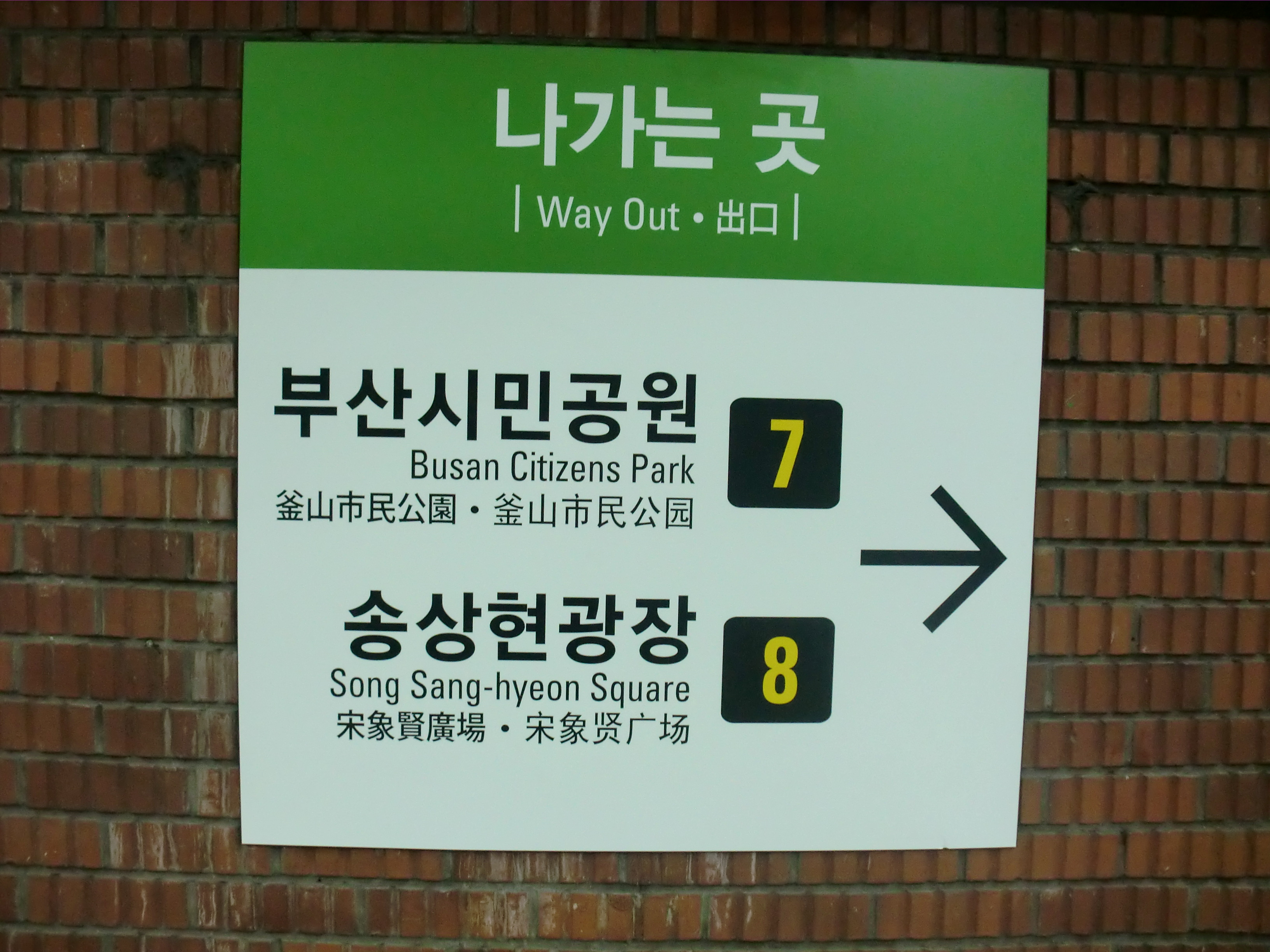
資訊告示
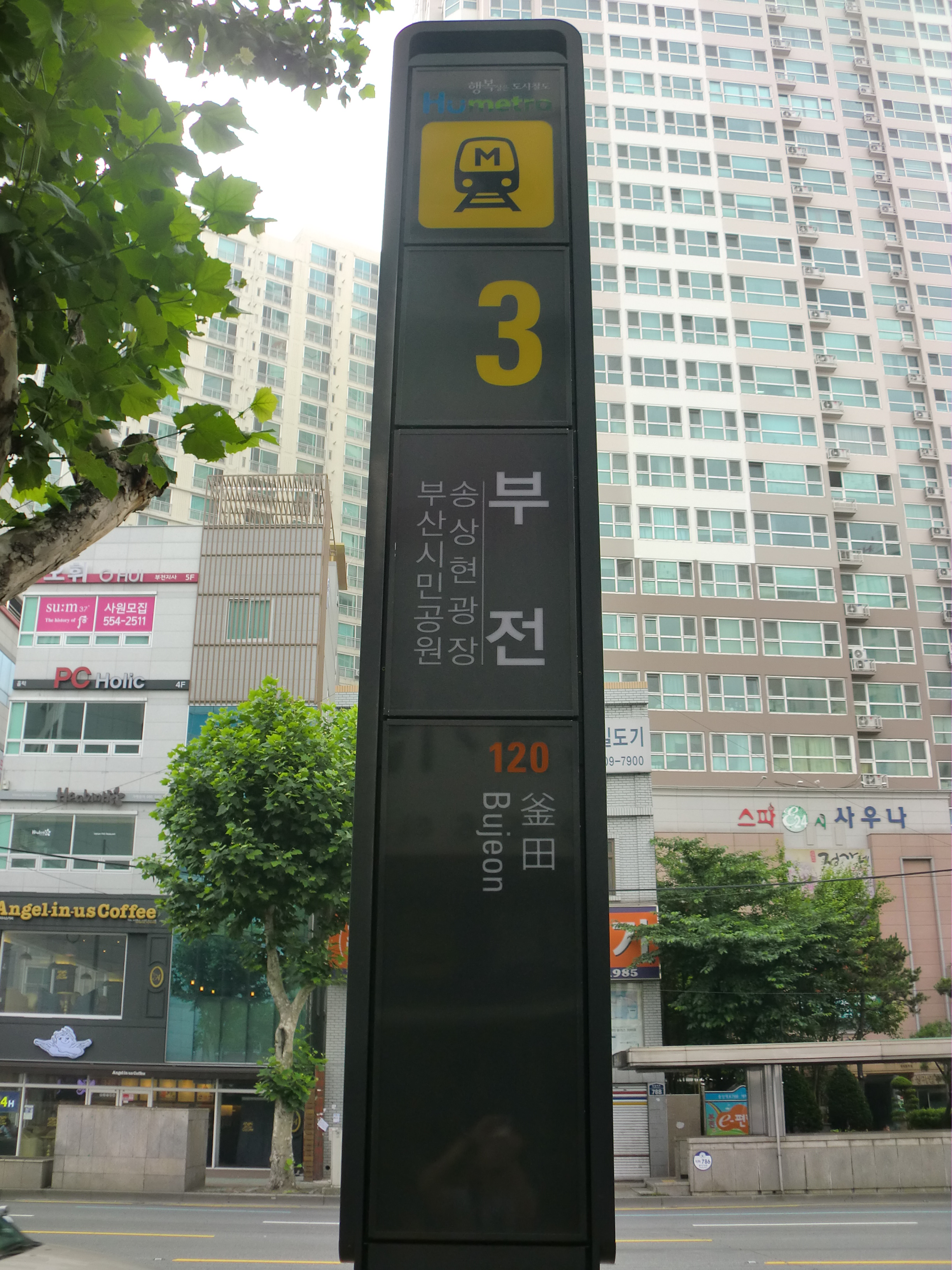
3號出口

## 相鄰車站
釜山交通公社
●釜山都市铁道1号线
西面（119）－釜田（120）－楊亭（121）